# Расел Гарденс (Њујорк)
Расел Гарденс (енгл. Russell Gardens) град је у америчкој савезној држави Њујорк.

## Демографија
По попису из 2010. године број становника је 945, што је 129 (-12,0%) становника мање него 2000. године.
| Група             | 2000.       | 2010.       |
| Белци             | 885 (82,4%) | 691 (73,1%) |
| Афроамериканци    | 6 (0,6%)    | 3 (0,3%)    |
| Азијати           | 114 (10,6%) | 194 (20,5%) |
| Хиспаноамериканци | 54 (5,0%)   | 37 (3,9%)   |
| Укупно            | 1.074       | 945         |